# Kochfutter

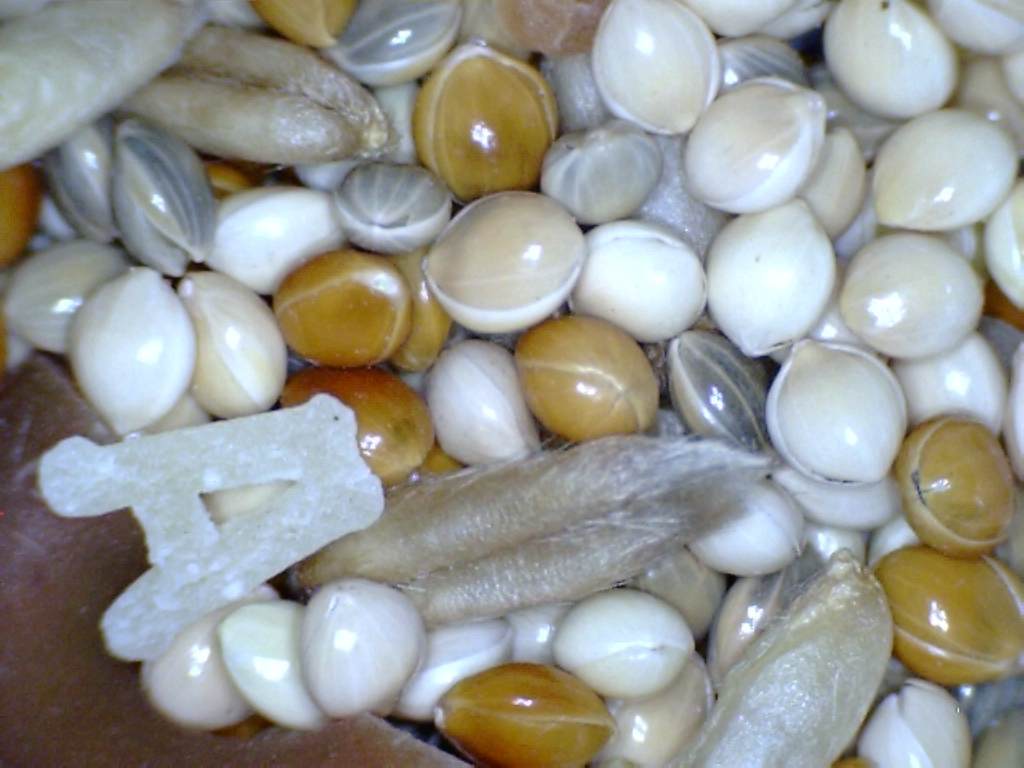
Kochfuttermischung mit Saaten und Nudeln stark vergrößert

Kochfutter wird bei der Vogelhaltung zur Ernährung erkrankter und geschwächter Vögel eingesetzt.

## Zusammensetzung
Es setzt sich aus diversen Vogelsaaten zusammen, die durch einen salzlosen Kochvorgang eine weiche Konsistenz annehmen, wodurch es für Vögel mit Kropf- und Magen-Darmerkrankungen leichter verdaulich wird. Je nach Vogelart werden kleinere oder größere Saaten, sowie andere Zutaten, eingesetzt. 
Das Kochfutter ist sehr energie- und eiweißreich, allerdings gehen durch den Kochvorgang diverse Vitamine verloren, die nachträglich mit entsprechenden Vitaminstoffpräparaten wieder zugeführt werden. Es ist wie Quell- oder Keimfutter biologisch aktiv und verdirbt nach einigen Stunden.